# Quinceañera

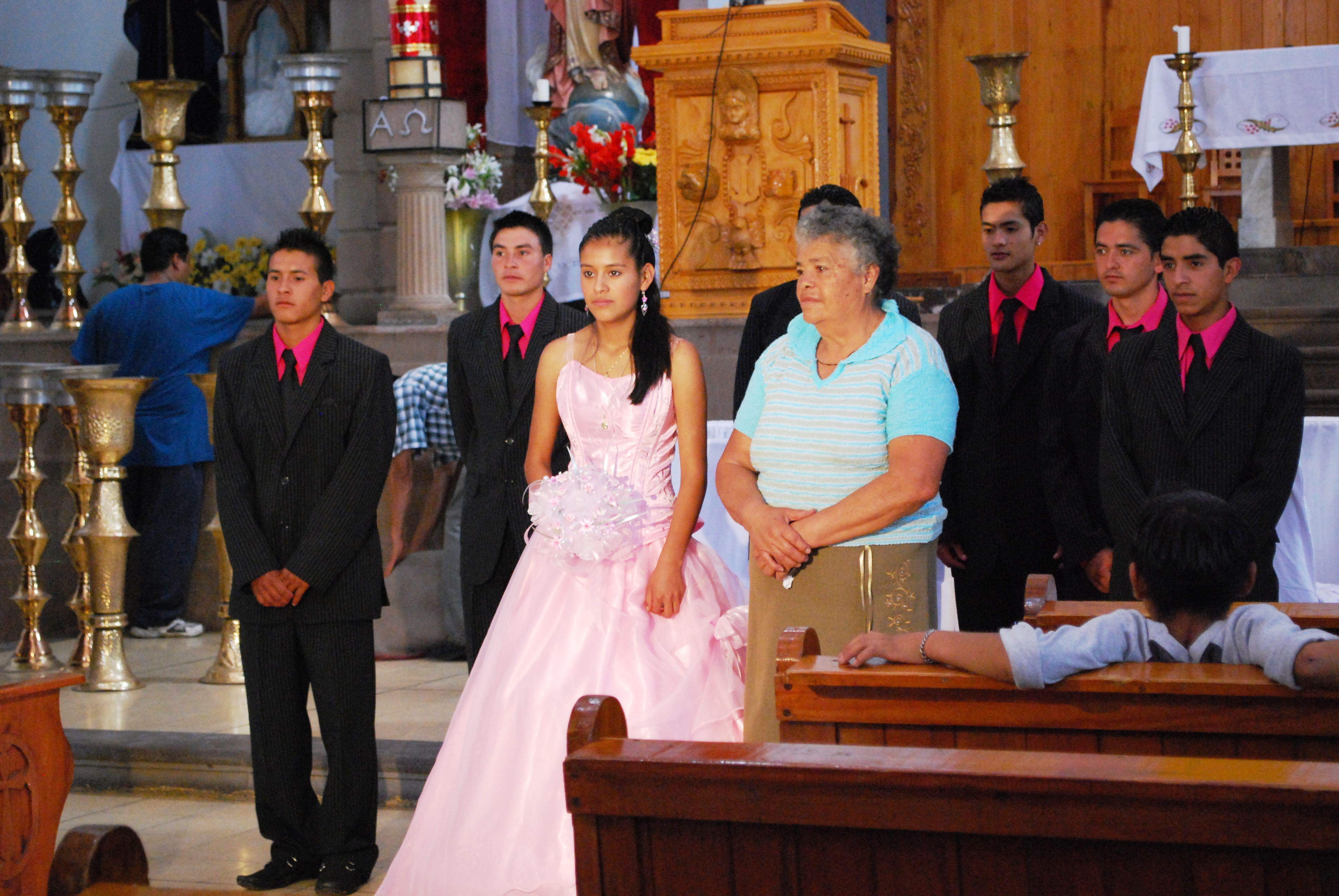
Dankesmesse bei einer Quinceañera-Feier in Valle de Bravo, Mexiko

Als Quinceañera (Kurzform für Fiesta de quinceañera) wird in einigen Gebieten Lateinamerikas der 15. Geburtstag von Mädchen völlig anders gefeiert als all ihre anderen Geburtstage. Das Wort Quinceañera bedeutet „Fünfzehnjährige“.

## Die Feier
Die Feier ehrt den Übergang der 15-Jährigen vom Kind zur Frau. Sie dient dazu, anzuerkennen, dass das betreffende Mädchen Reife erlangt hat. Je nach Land variiert die Feier sehr. In der Dominikanischen Republik zum Beispiel zentriert sich das Fest auf den  Debütantenball.

### Argentinien, Paraguay, Uruguay und Kolumbien, Dominikanische Republik
Die Feier beginnt mit dem Eintreffen der 15-Jährigen, normalerweise am Arm des Vaters und von Musik begleitet, mit einem besonderen Auftritt durch die Haustür, an der Freunde oder Verwandte Blumen überreichen (üblicherweise rosafarbene). Dann fängt der Festakt mit Walzer an. Während der Feier tanzt das Mädchen mit all seinen Freunden und männlichen Verwandten.
Normalerweise ist der Ball im Ablauf in verschiedene Abschnitte unterteilt, zwischen denen die Essensgänge serviert werden.
Der Ablauf ist für gewöhnlich:
1. Das Eintreffen, das meist mit langsamen Liedern begleitet wird
2. Der Walzer
3. Die Vorspeise
4. Erste Tanzfolge
5. Das Hauptgericht
6. Zweite Tanzfolge
7. Nachspeise
8. Die Zeremonie der 15 Kerzen (optional)

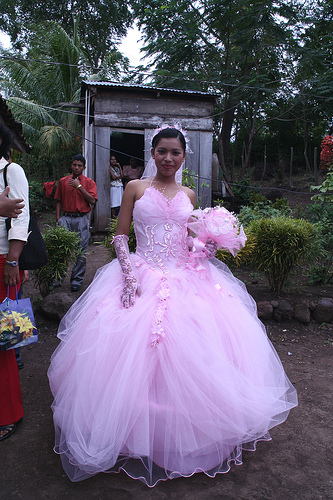
Ein nicaraguanisches Mädchen feiert Quinceañera

9. Dritte Tanzfolge
10. Der Trinkspruch, das Tortenschneiden, die Schleifen
11. „Carnaval Carioca“ (Optional: Kann auch eine „Batucada“ (Musikart/Rhythmus) sein)
12. Abschluss der Feier mit Frühstück oder Pizza mit Bier

Die Zeremonie der 15 Kerzen: Bei dieser Zeremonie übergibt das Geburtstagskind 15 Kerzen an die Personen, die für sie in der Entwicklung ihrer 15 Jahre am wichtigsten waren. Die Übergabe wird in der Regel von einer Rede begleitet, die den Personen gewidmet ist, die diese Auszeichnung erhalten.

### Mexiko
In der mexikanischen Tradition, sofern die 15-Jährige katholisch ist, beginnt das Fest mit einer Dankes-Messe, zu der sich die 15 Jahre alt Gewordene in einem Festkleid einfindet (normalerweise wird es rosafarben, blau oder grün sein. In letzter Zeit, seit dem Jahr 2000, gibt es verschiedene Modelle, bedruckte und einige mit Dekolleté). Dies ist häufig einem Brautkleid ähnlich, aber niemals weiß. Sie wird begleitet von ihren Eltern, Paten, sieben Ehrendamen und sieben „Ehrenherren“ (den „chambelanes“). Nach der Messe übergeben Schwestern, Cousinen und Freundinnen ihr die Festgeschenke und die „Quinceañera“ legt ihren Blumenstrauß auf dem Altar der heiligen Jungfrau Maria ab. Ursprünglich folgte der Messe zu Hause bei der „Quinceañera“ ein Fest oder im dafür gebuchten Speisesaal eines Banketts, Lokals oder Festsaals. Bei dem Fest tanzte die Quinceañera mit ihren Eltern, Verwandten oder Freunden, meist mit den „Ehrenherren“, die mögliche Bewerber waren. Es war auch üblich, dass die Ehrendamen und -herren einen Walzer tanzten. Heutzutage sind Ehrendamen nicht mehr üblich und die Zahl der „Ehrenherren“ beträgt höchstens 4, selten mehr.
Die Mehrheit der Mexikaner zelebriert das Fest der „15“ mit viel Unterhaltung (entspannt und spaßig), wo sie, im Unterschied zu anderen Ländern, nach verschiedenen Rhythmen tanzen. Im Unterschied zu anderen Ländern, ist es hier häufig Salsa, Cumbia, Merengue, Pop, Reggae, Norteñas, Cha Cha Cha, Mambo, Rock ’n’ Roll, oder auch nach aktuellen Rhythmen wie z. B. La Quebradita und Pasito Duranguense zu tanzen. In den Dörfern Mexikos dauern die Feste üblicherweise viele Tage an und es gibt reichlich zu essen. Die typischen Getränke sind Tequila, Mezcal, Pulque (Agavenmost), in den Städten bevorzugt man Tequila. Bier trinkt man sowohl in der Stadt als auch auf dem Land. Selbst wenn das Betrunkensein bereits eingesetzt hat, wird bis zur Leidensgrenze des Körpers weiter getrunken und getanzt.
Bei der Mehrheit der „Quinceañera“-Feste, wenn es das Budget erlaubt, tragen die Mariachis (mexikanische Volksmusikanten) mit ihren Rhythmen die gewisse Würze dazu bei. Ein klassisches Lied ist „el mariachi loco“ (der verrückte Mariachi).
Diesen Fest-Typ hält man üblicherweise auf Video fest, um es dann zu Hause anzuschauen und  die emotionalen Momente nochmals aufleben zu lassen.

### Kuba
In Kuba ist das zentrale Ritual der Quince der Tanz der „Quinceañera“ um ihre Mutter. Es kann auch eine Gruppentanz-Choreografie stattfinden, bei der 16 Paare um die „Quinceañera“ Walzer tanzen, von einem der Haupttänzer (ein Junge ihrer Wahl oder Freund/Verlobter) geführt wird. Die Choreografie beinhaltet manchmal weitere 4 oder 6 erfahrene Tänzer, „Begleiter“ genannt, die die Erlaubnis haben, um die „Quinceañera“ zu tanzen. In der Regel sind dies unerfahrene Tänzer, deren Aufgabe es ist, das Hauptpaar hervorzuheben. Auch ist es ihnen erlaubt, verschiedenenfarbige Smokings zu tragen.
Das Brauchtum kam von Spanien nach Kuba, aber der größte Einfluss war französisch. Die reichen Familien, die es sich erlauben konnten, teure Säle in privaten Clubs und Hotels mit 4 bis 5 Sternen zu mieten, waren die wahren Vorläufer der „Quinceañera“, die „Quinces“ genannt wurden. Diese Feierlichkeit lief normalerweise im Haus des Mädchens oder im geräumigeren Haus irgendeines Verwandten ab.
Auch heutzutage ist die Quince das wichtigste Ereignis im Leben einer kubanischen Frau, sogar wichtiger als die Hochzeit. Die Eltern sparen oft jahrelang vom kargen kubanischen Lohn von rund 15 € monatlich, um dem Mädchen ein Fest zu bieten, das gut und gerne ein durchschnittliches Jahresgehalt kosten kann. Das wichtigste sind die Andenken für später. Das Mädchen wird herausgeputzt und professionell geschminkt und es werden hübsche, geliehene Kleider angezogen. Davon wird dann eine Serie von Fotos in angemessener Kulisse geschossen. Selbst nach mehr als einem halben Jahrhundert Sozialismus und einem Leben in Armut kostümieren sich die Mädchen im bourgeoisen bzw. aristokratischen Stil.

### Puerto Rico
In Puerto Rico hält man eine große Feier ab, wo wohlhabende Familien sie in Hotels der gehobenen Klasse oder Clubs der Gesellschaft (arme Familien hingegen im eigenen Heim und/oder Häusern oder Dorf-Vereinsheimen) abhalten. Auch Bruderschaften werden für dieses bedeutungsvolle Ereignis genutzt.
Die Kleidung der jungen „Quinceañera“ ist weiß und lang mit Einlegearbeiten, Stickereien (in Röllchen), nicht zu vergessen mit einer kleinen Blumenkrone, die später durch eine Tiara ersetzt wird. Man zelebriert die Feier, wobei sie von ihrem Partner begleitet wird (kann der ausgewählte Junge, der feste Freund oder ein verwandter Junge sein). Auch eingeschlossen sind die 14 Paare (im Allgemeinen sollten dies viele Freunde und/oder Verwandte der jungen Geehrten sein), welche jede für sich einzeln die unterschiedlichen „Abschnitte des Lebens“ des Mädchens repräsentieren, angefangen mit der Kindheit (immer repräsentiert durch ein einziges Kinderpärchen) führen sie den Wechsel vom flachen zum hochhackigen Schuh vor, das den Wandel vom Mädchen zur Frau symbolisiert (diesen Wandel vollzieht der Vater der „Quinceañera“), und die Geehrte tanzt mit ihrem Vater (Lieder wie „Mein hübsches Mädchen“ oder „Vom Mädchen zur Frau“ (letzteres ist vom berühmten spanischen Sänger Julio Iglesias und am häufigsten für den Tanz der Quinceañera mit dem Vater erklingt)). Die Eingeladenen brechen den Tanz ab, man spricht Trinksprüche aus, man isst, man trinkt und man tanzt. Die Musik, zu der man auf dem Fest tanzt ist Reggae, Salsa, Merengue und viele andere Tänze und Rhythmen. Während des Eröffnungsprotokolls der Feier (Aufmarsch, in Augenscheinnahme, der Schuhwechsel vom flachen- zum Stöckelschuh etc.) gibt es eine musikalische Hintergrundmusik, die gleich bleibend sanft und instrumental ist.
Das Mädchen stellt ein Andenkenalbum zusammen, und man stellt üblicherweise ein Foto von ihr im Wohnzimmer des Hauses auf. Außerdem, mit dem großen technologischen Fortschritt, werden Fotopräsentationen der „Quinceañera“ auf Videocomputersystemen erstellt. Diese Präsentationen des Mädchens werden auf der Feier gezeigt und sind Teil des Protokolls.
Der meistgespielte Walzer ist in Puerto Rico der „Tiempo de Vals“ vom berühmten puertoamerikanischen Sänger Chayanne.
Man bildet auch Autoschlangen von dem Haus der jungen „Quinceañera“ zur Kirche (wo eine Messe zu Ehren der jungen „Quinceañera“ stattfindet, sofern sie katholisch ist oder ein Gottesdienst oder religiöse Zeremonie, wenn die junge „Quinceañera“ einer anderen Religion angehört, wie z. B. Baptismus, Pentecostal, Adventismus etc.) und von der Kirche bis zum Empfang der Feier, wobei im vordersten Wagen der Schlange die Geehrte mit ihrem Partner sitzt (meist benutzt man einen sehr eindrucksvollen). Auch werden Limousinen gerne genutzt, in der die junge „Quinceañera“ zusammen mit ihrem Partner und die vortanzenden Paare fahren. Um 2007 war das Modell „Hummer“ für dieses besondere Ereignis sehr beliebt.

### Spanien
Obwohl der Ursprung des Festes seinen Ursprung im alten europäischen Adelsfest der „puesta de largo“ oder des „Debütantinnenballs“ zu haben scheint, bei dem die Einführung von Mädchen im heiratsfähigen Alter in die Gesellschaft gefeiert wurde, war dieses Fest in den Königreichen auf der iberischen Halbinsel immer auf die oberen Schichten der Gesellschaft beschränkt. Im 20. Jahrhundert wurde das zu feiernde Alter verschoben, um mit der Feier der Volljährigkeit zusammenzufallen. Der Brauch gelangte nach Hispanoamerika, wo er in allen Schichten des Volks Wurzeln schlug. In Spanien hingegen verschwand er im Laufe des 20. Jahrhunderts allmählich. Er wurde dort durch Einwanderer aus Lateinamerika wieder eingeführt, wenn auch in einer weniger formellen Version. Diese Version des Festes gilt jedoch nicht als ein typischer Brauch Spaniens, sondern ist eher Einwanderern vorbehalten.

## Vermarktung
Die Berliner Zeitung berichtet Ende April 2009 über die Zwänge in vielen Ländern, die Millionen Arbeitsplätze und Milliarden Umsatz sichern: Ausstatter, Sänger, Animateure, DJs, Dekorateure, Köche, Cateringbetriebe, Fotografen, Feuerwerker usw. Die Zeitung berichtet über eine alleinerziehende Mutter aus Rio de Janeiro, die 330 Euro im Monat verdient, für eine kleine Feier aber 1380 Euro ausgibt. Normal seien jedoch Feiern mit mehreren Hundert Gästen, die auch an die 30.000 Euro kosten können.

## Verarbeitung der Thematik im Film
Der US-amerikanische Spielfilm Der 15. Geburtstag (Originaltitel: Quinceañera) befasst sich ausführlich mit der Thematik Quinceañera und der Bedeutung des Festes für ein junges Mädchen und deren Familie. Der Film wurde mehrfach ausgezeichnet, unter anderem beim internationalen Sundance Film Festival, wo er sowohl den Großen Preis der Jury als auch den Publikumspreis erhielt. Ebenso wird im Film City of McFarland eine Quinceañera für die Tochter des Protagonisten gefeiert.

## Belege
1. 1 2  Kuba vor dem Wandel. Insel aus einer anderen Zeit. ZDF-Dokumentation von Christoph Röckerath. Deutschland 2011
2. ↑  Tania Díaz Castro: Solamente las fotos, Cubanet vom 23. August 2012
3. ↑  Patricia Gosálvez: Las fiestas latinas de 15 años arrasan en España. In: El País. 14. Februar 2017, abgerufen am 22. November 2023 (spanisch).
4. ↑  Historia de las fiestas de 15 años. Abgerufen am 22. November 2023 (spanisch).
5. ↑  Prinzessinnen-Nacht, Berliner Zeitung, 26. April 2009, S. 10.
6. ↑  IMDb
7. ↑  IMDb